# Суринам на Чемпіонаті світу з водних видів спорту 2015
Суринам взяв участь у Чемпіонаті світу з водних видів спорту 2015, який пройшов у Казані (Росія) від 24 липня до 9 серпня.

## Плавання
Суринамські плавці виконали кваліфікаційні нормативи в дисциплінах, які наведено в таблиці (не більш як 2 плавці на одну дисципліну за часом нормативу A, і не більш як 1 плавець на одну дисципліну за часом нормативу B):
Чоловіки
| Спортсмен         | Дисципліна           | Попередній заплив | Попередній заплив | Півфінал        | Півфінал        | Фінал           | Фінал           |
| Спортсмен         | Дисципліна           | Час               | Місце             | Час             | Місце           | Час             | Місце           |
| ----------------- | -------------------- | ----------------- | ----------------- | --------------- | --------------- | --------------- | --------------- |
| Зухайр Пігот      | 50 м батерфляєм      | 24.76             | 43                | Завершив виступ | Завершив виступ | Завершив виступ | Завершив виступ |
| Зухайр Пігот      | 100 м батерфляєм     | 54.20             | 42                | Завершив виступ | Завершив виступ | Завершив виступ | Завершив виступ |
| Ренцо Тьйон-А-Джо | 50 м вільним стилем  | 22.66             | =55               | Завершив виступ | Завершив виступ | Завершив виступ | Завершив виступ |
| Ренцо Тьйон-А-Джо | 100 м вільним стилем | 50.12             | 42                | Завершив виступ | Завершив виступ | Завершив виступ | Завершив виступ |

Жінки
| Спортсменка  | Дисципліна           | Попередній заплив | Попередній заплив | Півфінал         | Півфінал         | Фінал            | Фінал            |
| Спортсменка  | Дисципліна           | Час               | Місце             | Час              | Місце            | Час              | Місце            |
| ------------ | -------------------- | ----------------- | ----------------- | ---------------- | ---------------- | ---------------- | ---------------- |
| Евіта Летер  | 50 м брасом          | 33.19             | 45                | Завершила виступ | Завершила виступ | Завершила виступ | Завершила виступ |
| Евіта Летер  | 100 м брасом         | 1:17.97           | 57                | Завершила виступ | Завершила виступ | Завершила виступ | Завершила виступ |
| Чіньєре Піго | 50 м вільним стилем  | 26.18             | 46                | Завершила виступ | Завершила виступ | Завершила виступ | Завершила виступ |
| Чіньєре Піго | 100 м вільним стилем | 57.36             | 48                | Завершила виступ | Завершила виступ | Завершила виступ | Завершила виступ |